# Корсира мушлева
Корсира мушлева (Corsyra fusula) — вид жуків родини турунових (Carabidae).

## Поширення
Вид поширений в Україні, європейській частині Росії та у Сибіру.

## Опис
Середнього розміру (приблизно 8 міліметрів), дещо широкий, темний турун. Верхня сторона напівматова, щільна, сильно порізана. Голова округла, відносно невелика. Переднеспинка округла, значно ширша за довжину. Крила дещо закруглені, ззаду двічі зрізані, з коричнево-червоними або жовтуватими мітками.